# Parhylophila
Parhylophila is een geslacht van vlinders van de familie visstaartjes (Nolidae), uit de onderfamilie Chloephorinae.

## Soorten
- P. celsiana Staudinger, 1887